# Municipio de Heth (Arkansas)
El municipio de Heth (en inglés: Heth Township) es un municipio ubicado en el condado de St. Francis en el estado estadounidense de Arkansas. En el año 2010 tenía una población de 576 habitantes y una densidad poblacional de 3,15 personas por km².

## Geografía
El municipio de Heth se encuentra ubicado en las coordenadas 35°3′39″N 90°27′53″O / 35.06083, -90.46472. Según la Oficina del Censo de los Estados Unidos, el municipio tiene una superficie total de 182.87 km², de la cual 181,99 km² corresponden a tierra firme y (0,48 %) 0,89 km² es agua.

## Demografía
Según el censo de 2010, había 576 personas residiendo en el municipio de Heth. La densidad de población era de 3,15 hab./km². De los 576 habitantes, el municipio de Heth estaba compuesto por el 74,83 % blancos, el 23,78 % eran afroamericanos, el 0,52 % eran amerindios, el 0,35 % eran de otras razas y el 0,52 % eran de una mezcla de razas. Del total de la población el 2,6 % eran hispanos o latinos de cualquier raza.